# Distretto di El M'Ghair
Il distretto di El M'Ghair è un distretto della provincia di El Oued, in Algeria.

## Comuni
Il distretto di El M'Ghair comprende 4 comuni:
- El M'Ghair
- Oum Touyour
- Sidi Khellil
- Still